# Citrus Ridge
Pour les articles homonymes, voir Citrus (homonymie).

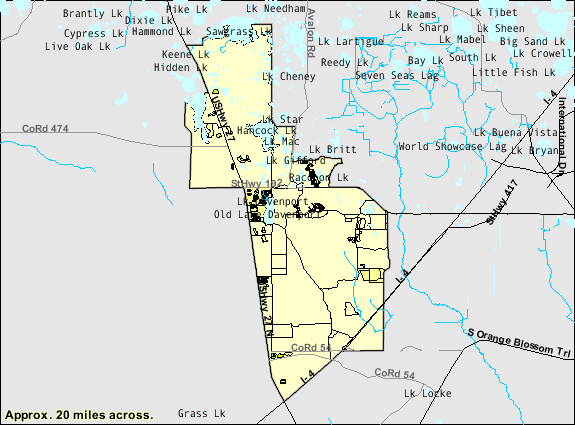
Carte du Bureau de recensement des États-Unis montrant les limites de Citrus Ridge

Citrus Ridge est une census-designated place située dans les comtés de Lake, Orange, Osceola et Polk, en Floride, aux États-Unis. Lors du recensement de 2010, elle comptait 26 116 habitants.
Couvrant quatre comtés, la zone est surnommée Four Corners (« quatre coins »).

## Démographie
Selon l'American Community Survey, pour la période 2011-2015, 94,43 % de la population âgée de plus de 5 ans déclare parler l'anglais à la maison, 1,51 % déclare parler le tagalog, 1,13 % l'espagnol, 0,91 % l'allemand, 0,78 % le français et 1,23 % une autre langue.

## Source
- (en) Cet article est partiellement ou en totalité issu de l’article de Wikipédia en anglais intitulé « Citrus Ridge, Florida » (voir la liste des auteurs).

1. ↑  (en) « Language spoken at home by ability to speak English for the population 5 years and over », sur factfinder.census.gov.